# St. Donatus (Iowa)
St. Donatus is een plaats (city) in de Amerikaanse staat Iowa, en valt bestuurlijk gezien onder Jackson County.

## Demografie
Bij de volkstelling in 2000 werd het aantal inwoners vastgesteld op 140.

## Geografie
Volgens het United States Census Bureau beslaat de plaats een oppervlakte van 0,9 km², geheel bestaande uit land.

## Plaatsen in de nabije omgeving
De onderstaande figuur toont nabijgelegen plaatsen in een straal van 20 km rond St. Donatus.